# Паладжано
Паладжано (итал. Palagiano) — коммуна в Италии, располагается в регионе Апулия, в провинции Таранто.
Население составляет 15 862 человека (2008 г.), плотность населения составляет 229 чел./км². Занимает площадь 69 км². Почтовый индекс — 74019. Телефонный код — 099.
Покровителями коммуны почитаются Пресвятая Богородица (Madonna della Stella, празднование во второе воскресение октября) и святой San Rocco.

## Демография
Динамика населения:

## Администрация коммуны
- Официальный сайт: https://web.archive.org/web/20090427182002/http://www.comunepalagiano.it/